# Kreismusikschule des Landkreises Diepholz

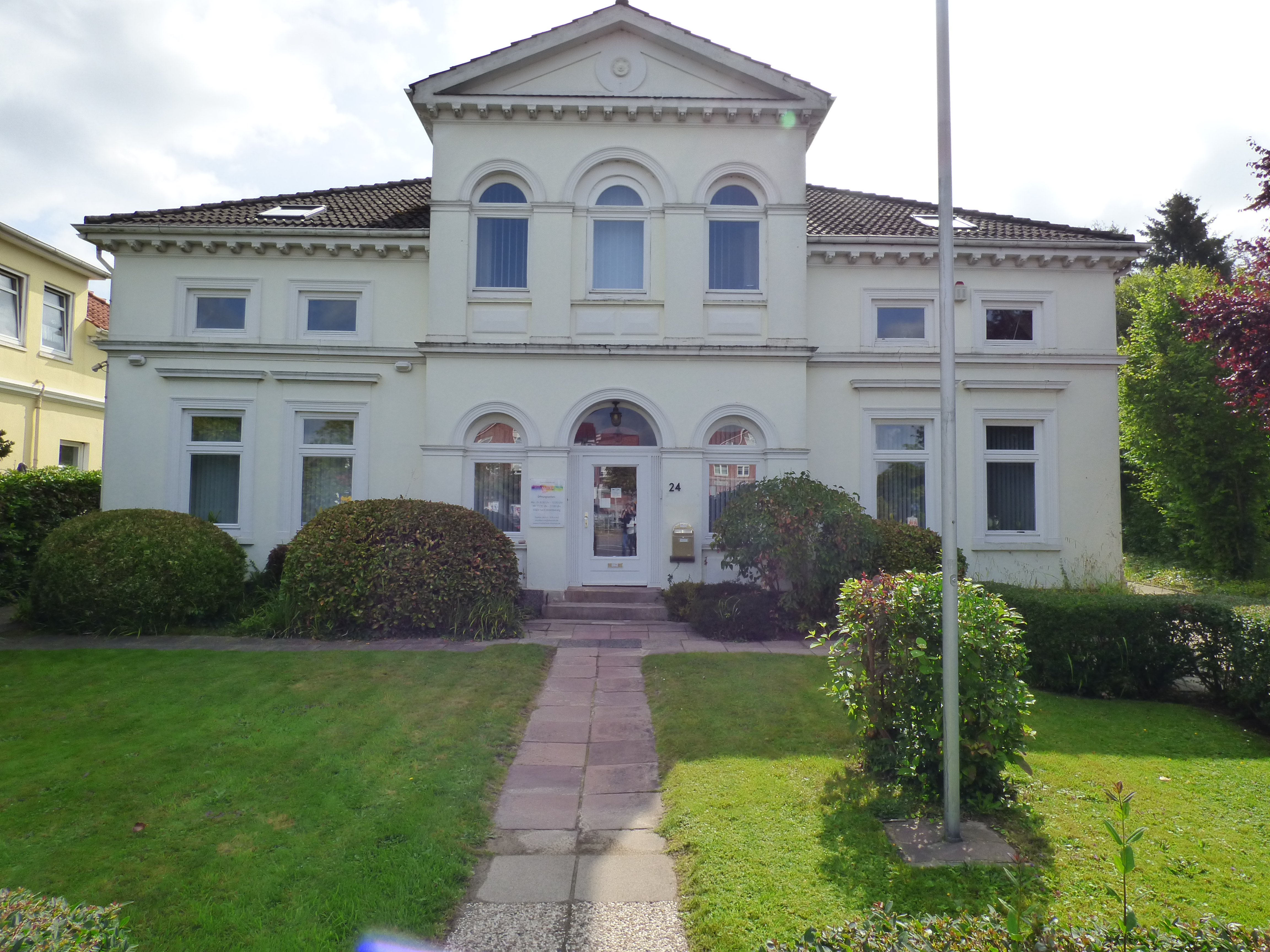
Die Geschäftsstelle (Schulleitung und Verwaltung) der Kreismusikschule in der Herrlichkeit 24 in Syke

Die Kreismusikschule des Landkreises Diepholz ist eine Musikschule im niedersächsischen Landkreis Diepholz.
Im Jahr 2022 erhielten 2622 Kinder und 325 Erwachsene, die von 50 Lehrkräften in geeigneten Unterrichtsräumen in den Städten und Gemeinden des gesamten Landkreises unterrichtet wurden, Instrumental- und Gesangsunterricht durch die Kreismusikschule.
Die Geschäftsstelle (Schulleitung und Verwaltung) befindet sich in der Herrlichkeit 24 in Syke, während die Unterrichts- und Veranstaltungsräume in Syke in der La-Chartre-Str. 2 (zwischen Gymnasium und Busbahnhof) liegen.

## Geschichte
Die Kreismusikschule wurde im Jahr 1981 gegründet. 1997 erfolgte die Umwandlung in einen eigenen Fachdienst und 2006 die Umwandlung in einen Eigenbetrieb.
Im Jahr 2023 wurde in Syke ein Neubau mit Unterrichts- und Veranstaltungsräumen im Syker Schulzentrum eingeweiht. (Lage)

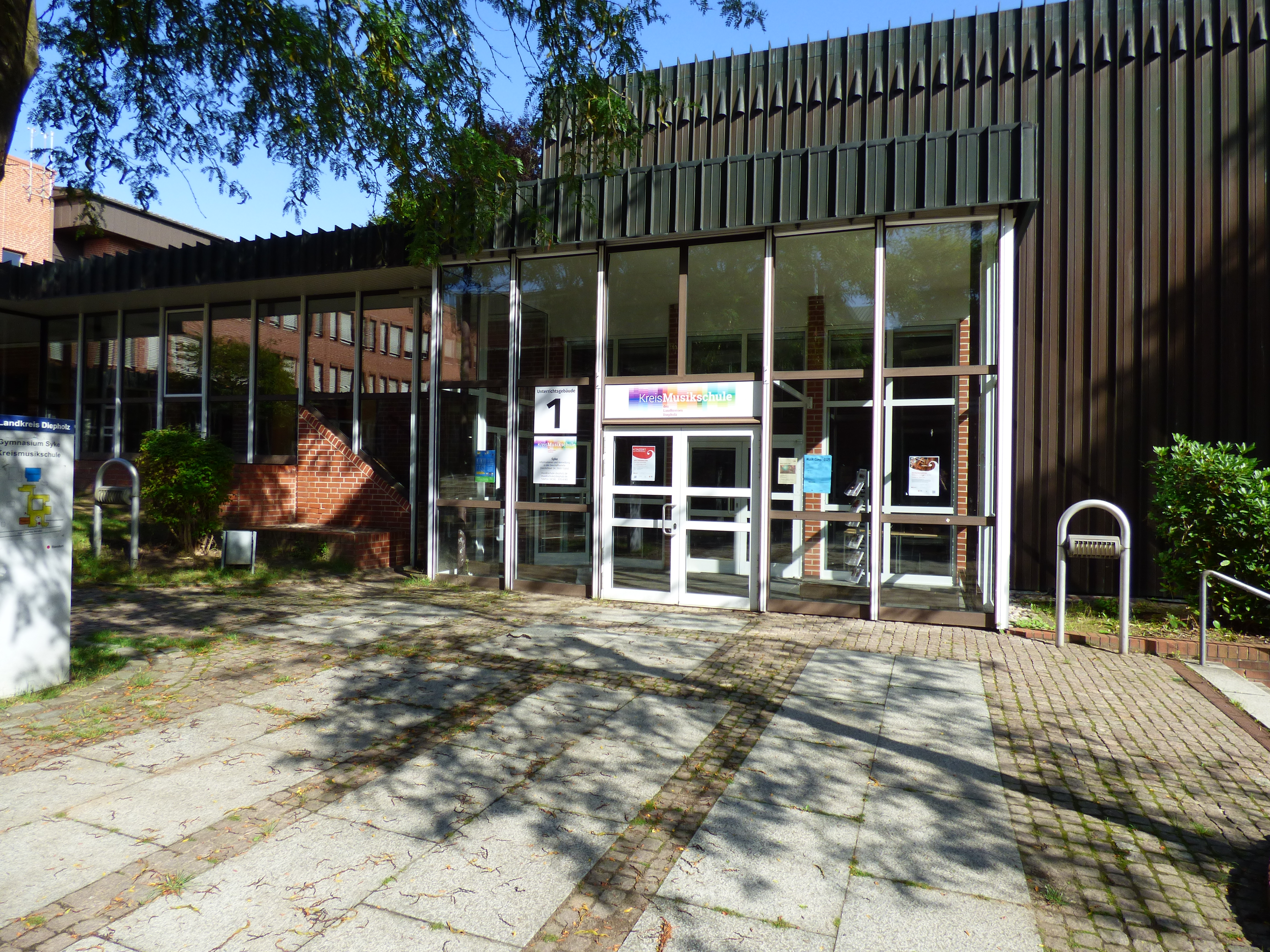
Unterrichtsgebäude 1 beim Gymnasium Syke
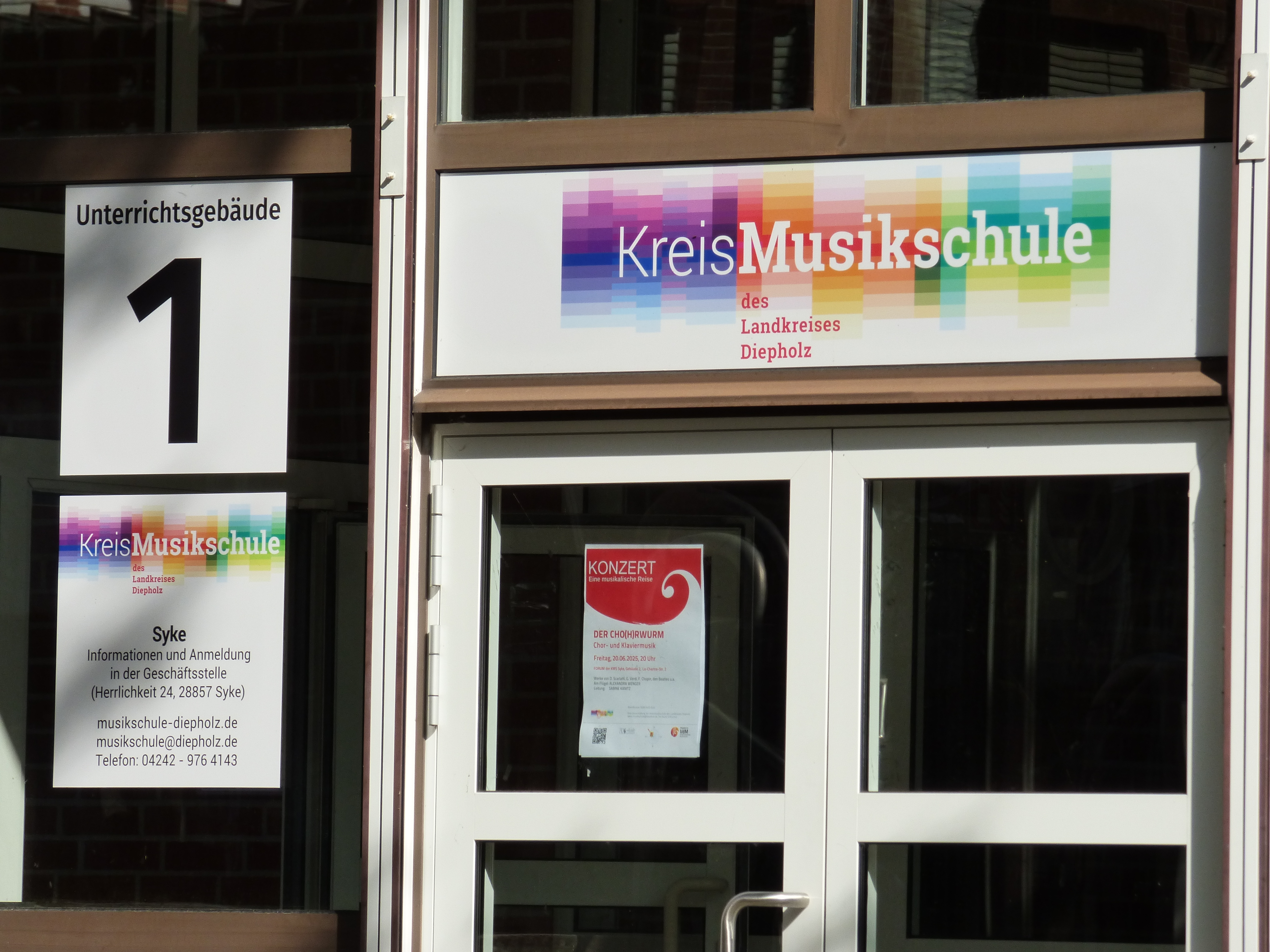
Unterrichtsgebäude 1 beim Gymnasium Syke
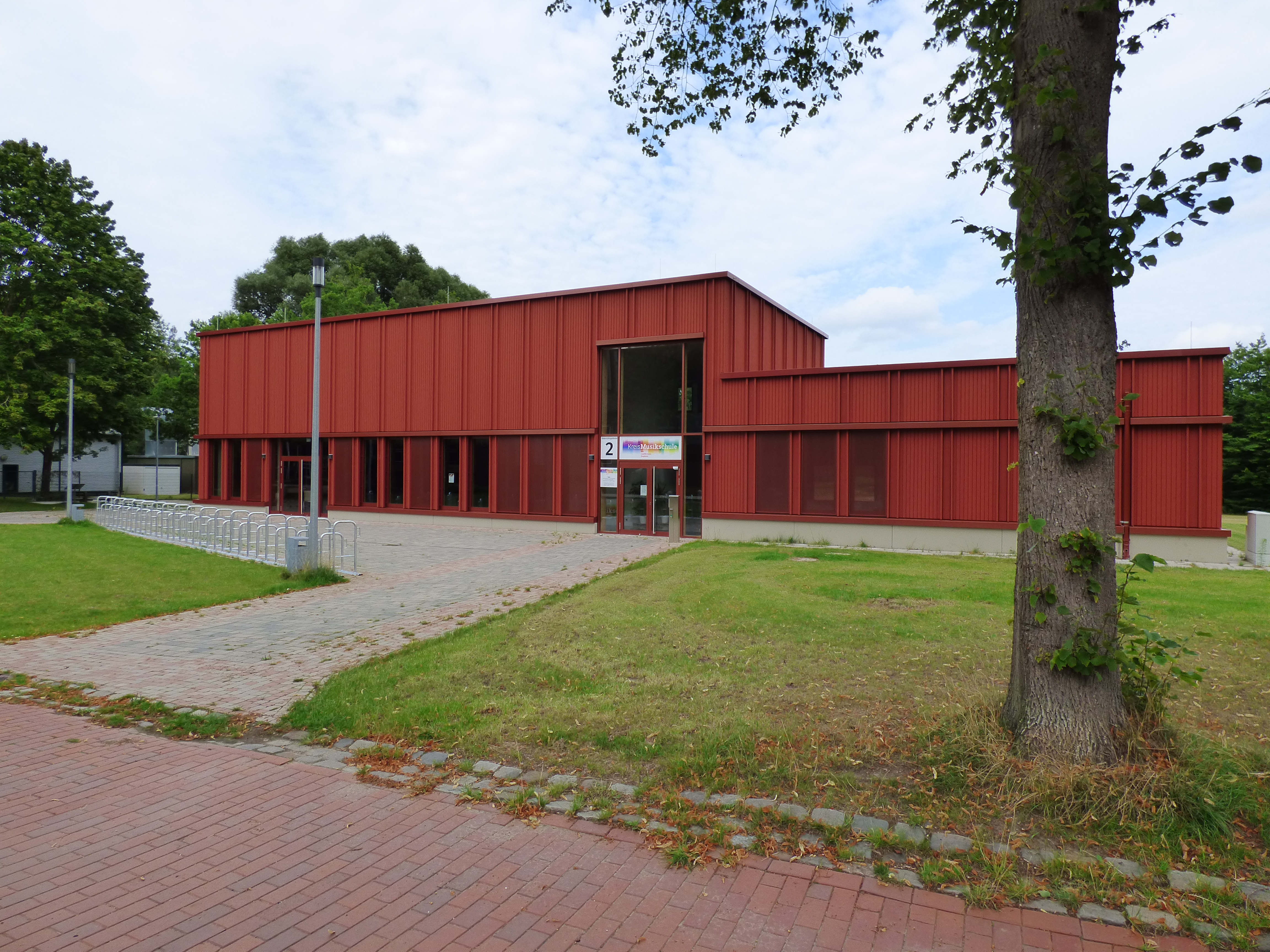
Unterrichtsgebäude 2 (Neubau 2023)
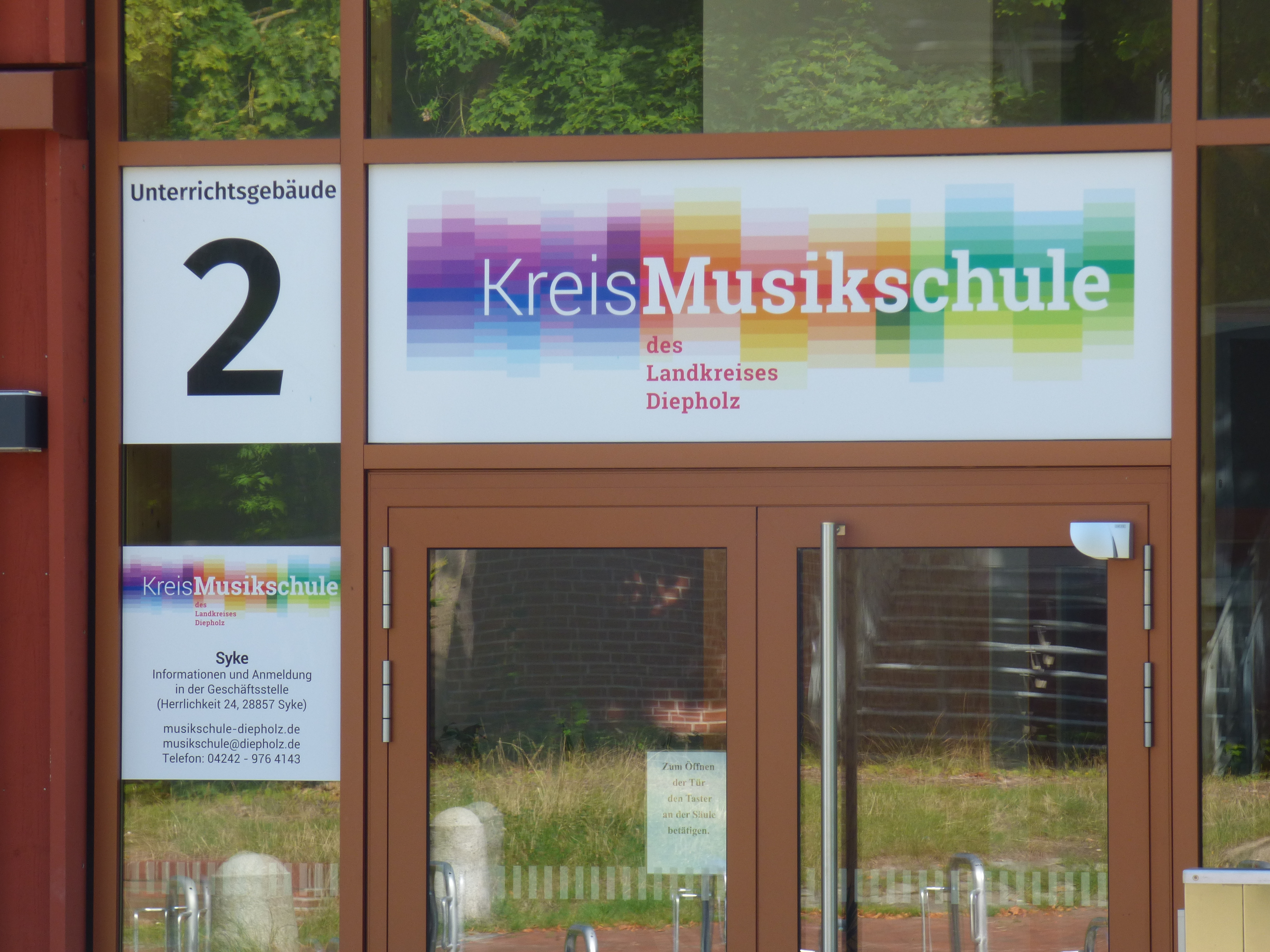
Unterrichtsgebäude 2 (Neubau 2023)

### Schulleiter
- Georg Reuter (1981–1989)
- Stephan-Rupert Steinkühler (1989–2014)
- Uwe Wegert (seit 2014)

## Instrumentenkategorien
Die Kreismusikschule bietet Unterricht in diesen Instrumentenkategorien an:
- Zupfinstrumente (Gitarre)
- Tasteninstrumente (Klavier, Keyboard, Akkordeon)
- Holzblasinstrumente (Blockflöte, Klarinette, Querflöte, Oboe, Fagott, Saxophon)
- Blechblasinstrumente (Trompete, Posaune, Waldhorn, Tuba)
- Streichinstrumente (Violine, Cello, Kontrabass)
- Gesang (Sologesang, Chor)
- Perkussion (Schlagzeug)

## Ensembles
Die Kreismusikschule bietet das Musizieren in diesen Ensembles an:
- Blockflötenorchester Syke
- Syker Cho(h)rwurm
- Gitarrenensemble Syke
- Jugendsinfonieorchester (JSO)
- Junges Blockflötenorchester Syke
- Streichorchester Sulingen (SOS)
- Mittelstufenorchester Syke
- Mo‘ Jazz and Horns[8]
- Percussionsensemble Brinkum
- Poporchester Brinkum
- Querflötenensemble Neusilber
- Vororchester Syke

Diese Ensembles präsentieren die Ergebnisse ihrer Arbeit alljährlich in öffentlichen Konzerten.

## Projekte
- Seit dem Jahr 1987 findet alljährlich ein MusikCamp – quasi ein mehrtägiges Musik-Zeltlager – mit zahlreichen Teilnehmern an verschiedenen Orten innerhalb und außerhalb des Landkreises Diepholz unter unterschiedlichen Themenstellungen statt.[9] So fand das MusikCamp 2024 vom 12. bis 16. Juni unter dem Motto „99 Luftballons. Unsere Musik der letzten 99 Jahre“ in Barnstorf statt.[10]
- Kindermusiktheater. In den vergangenen Jahrzehnten wurden diese Musiktheater-Produktionen einstudiert und aufgeführt. Darsteller und Instrumentalisten waren Schülerinnen und Schüler der Kreismusikschule:[11]
  - Der glückliche Löwe (Frank Corcoran)
  - Die Dampflok-Story
  - Geschichte vom Soldaten (Igor Strawinsky)
  - Bonbongeschichte (Georg Reuter)
  - Elfental (Cornelia Schröder)
  - Der kleine Schornsteinfeger (The Little Sweep, Benjamin Britten; 1995)